# Natuurpark Comana

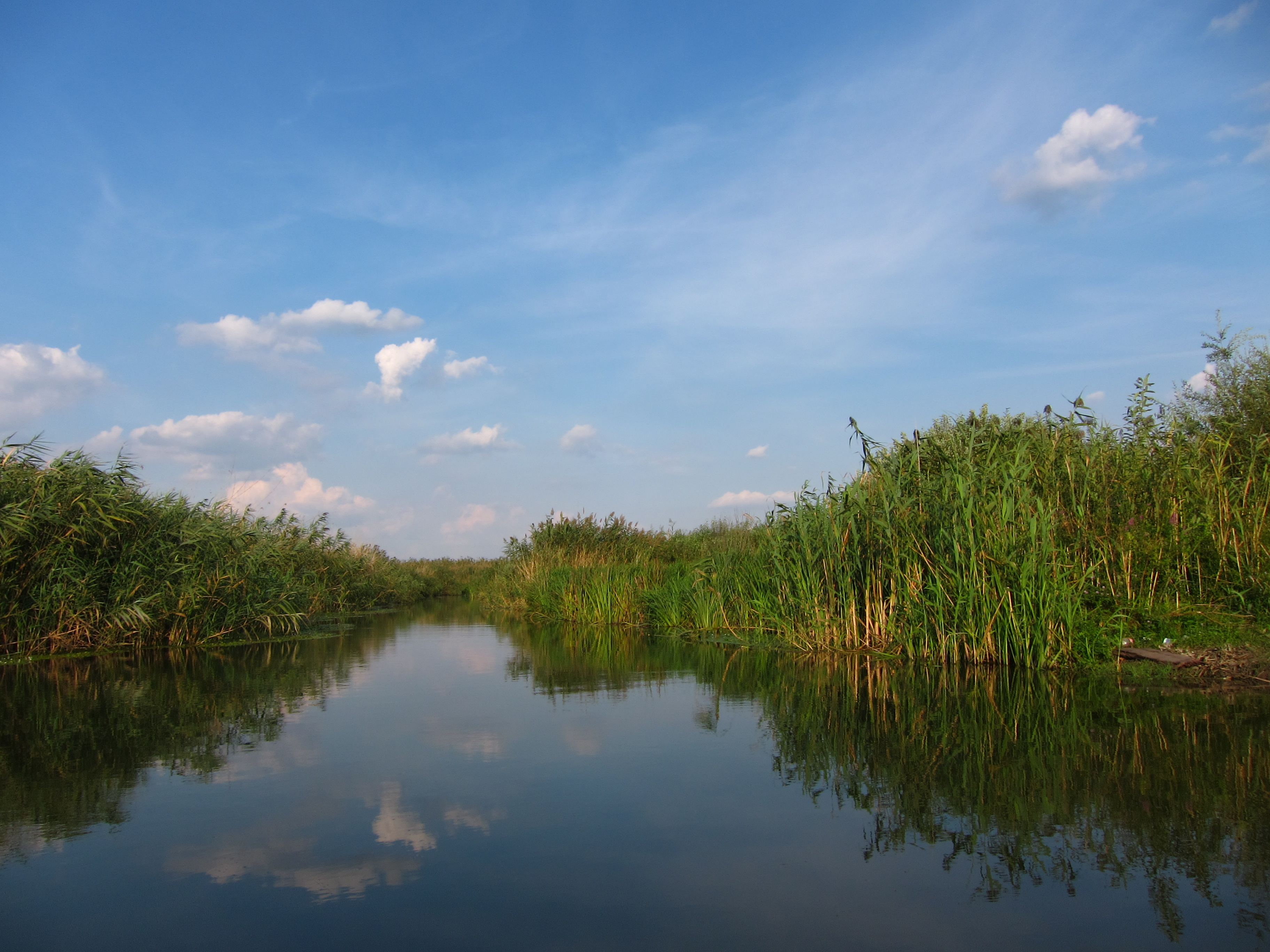

Natuurpark Comana (Roemeens: Parcul Natural Comana) is een natuurpark in Roemenië. Het park is 24963 hectare groot en werd opgericht in 2004. Het natuurpark omvat moerassen. Het park is een Ramsar-gebied.